# قرية شباب

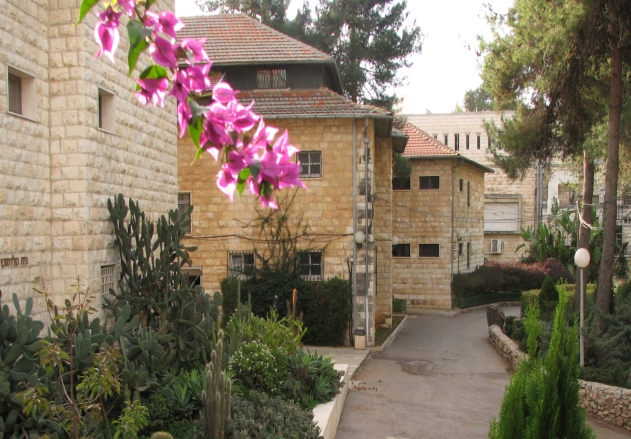
هافات هانوعار هاتسيوني، القدس

قرية شباب (بالعبرية: כפר נוער‏) هي نموذج مدرسة داخلية تم تطويره لأول مرة في فلسطين تحت الانتداب البريطاني في ثلاثينيات القرن العشرين لرعاية مجموعات من الأطفال والمراهقين الفارين من النازيين. وكانت هنرييتا سولد وريشا فراير رائدتين في هذا المجال من خلال منظمة عاليات هانوعار (الشباب المهاجرون)، حيث أنشأتا منشأة تعليمية كانت عبارة عن مزج بين مدرسة داخلية أوروبية وكيبوتس.

## تاريخ

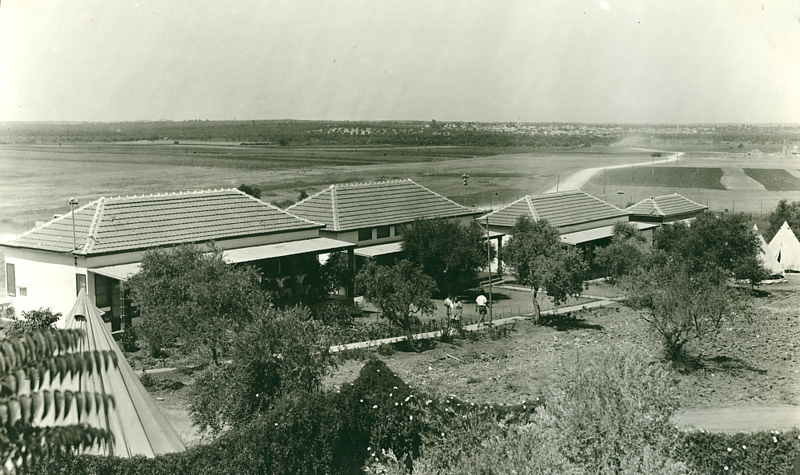
قرية شباب بن شيمن، عشرينيات وثلاثينيات القرن العشرين

أول قرية للشباب كانت ميكفه إسرائيل. وفي الأربعينيات والخمسينيات من القرن الماضي، وهي فترة الهجرة الجماعية إلى إسرائيل، كانت قرى الشباب أداة مهمة في استيعاب المهاجرين. وقد تم إنشاء قرى الشباب خلال هذه الفترة من قبل الوكالة اليهودية ومنظمات فيتسو ونعمات. وبعد قيام دولة إسرائيل تولت وزارة التعليم الإسرائيلية إدارة هذه المؤسسات فقط، ولكن ليس ملكيتها.

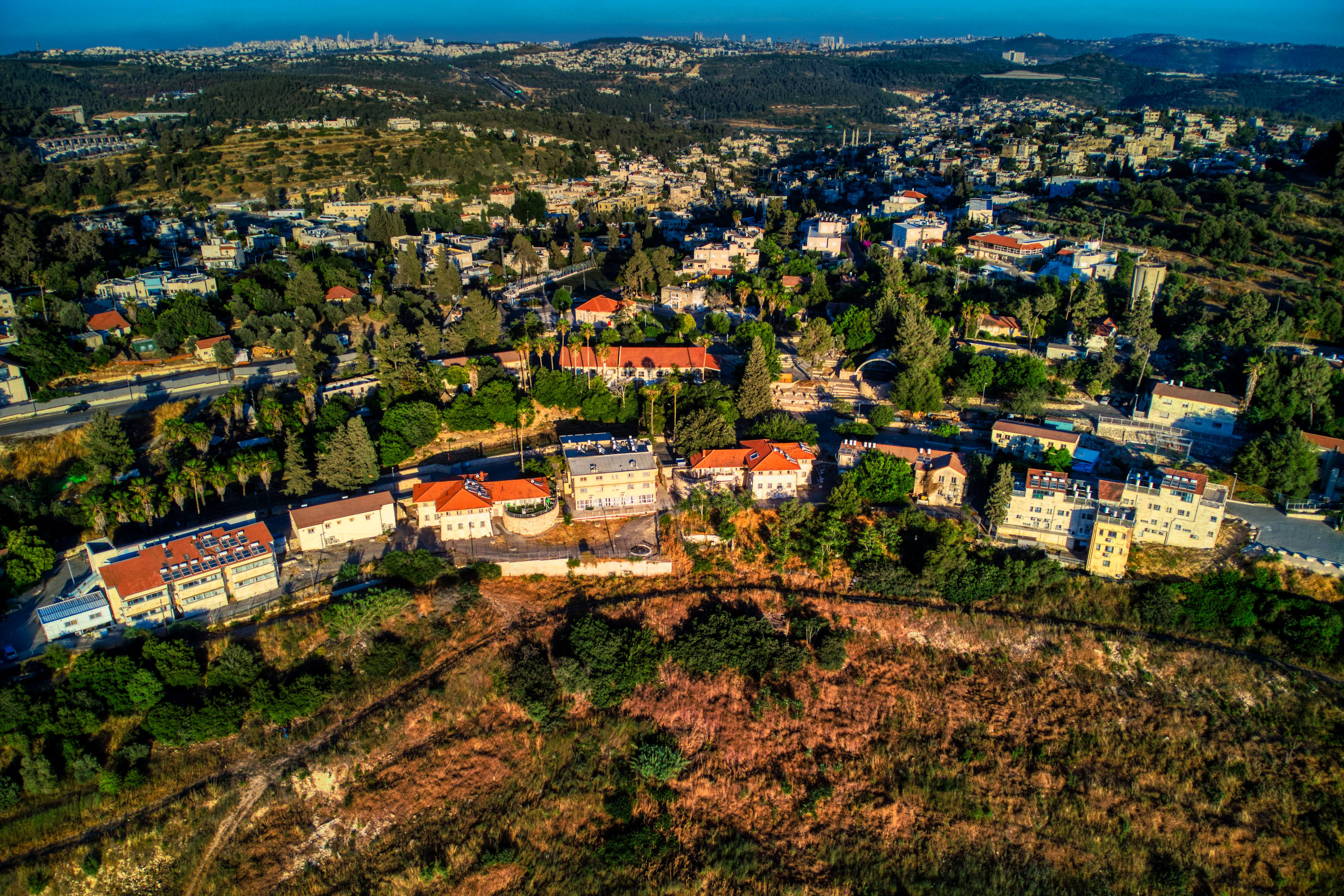
قرية شباب كريات يعاريم

كانت قرية هاداسا نيوريم للشباب، التي أسسها عكيفا يشاي، أول مدرسة مهنية لأطفال شباب المهاجرين، الذين لم يقدم لهم سوى التدريب الزراعي حتى ذلك الحين. 
من الستينيات إلى الثمانينيات، تم إرسال الشباب من العائلات المنهارة أو المضطربة إلى قرى الشباب. اليوم تم إغلاق بعض القرى، لكن الكثير منها يواصل توفير إطار تعليمي للشباب المهاجرين. وقدم آخرون برامج للطلاب الموهوبين من الأحياء المحرومة، وبرامج تبادل لطلاب المدارس الثانوية في الخارج ومنشآت التدريب المهني. ويعمل بعضها كمدارس ثانوية عادية ويقبل الطلاب غير المقيمين.
في عام 2007، تأسست قرية يمين أوردي للشباب في أوائل الخمسينيات على جبل الكرمل، وكان طلابها من الشباب من جميع أنحاء العالم، بما في ذلك اللاجئين المسلمين من دارفور. وتوفر القرية ملاذاً آمناً للأطفال المعوزين الذين تتراوح أعمارهم بين 5 و19 عاماً. وفي عام 2007 أنشأت قرية شبابية في رواندا على غرار النموذج الإسرائيلي. 
في عام 1996، كان هناك 60 قرية شبابية في إسرائيل يبلغ عدد طلابها 18000 طالب. 

## روابط خارجية
- قرى الشباب – الوكالة اليهودية
- بالصور: قرية الشباب الإسرائيلية - بي بي سي نيوز